# Yeferson Rodallega
Yeferson Andrés Rodallega Paz (Cali, 23 novembre 2000) è un calciatore colombiano, difensore dell'Atl. Goianiense in prestito dall'Envigado.

## Caratteristiche tecniche
Gioca come terzino sinistro.

## Carriera
Rodallega è cresciuto nel settore giovanile dell'Envigado dove ha debuttato il 10 ottobre 2020 nell'incontro di Categoría Primera A pareggiato 1-1 contro il Deportivo Pereira. Il 22 luglio 2023 ha segnato il suo primo gol fissando il punteggio sul definitivo 1-1 contro il La Equidad nei minuti di recupero del secondo tempo.
Il 9 febbraio 2024 è stato ceduto in prestito con diritto di riscatto all'Atl. Goianiense.

## Statistiche

### Presenze e reti nei club
Statistiche aggiornate al 5 marzo 2024.
| Stagione        | Squadra         | Campionato      | Campionato | Campionato | Coppe nazionali | Coppe nazionali | Coppe nazionali | Coppe continentali | Coppe continentali | Coppe continentali | Altre coppe | Altre coppe | Altre coppe | Totale | Totale | Totale |
| Stagione        | Squadra         | Comp            | Pres       | Reti       | Comp            | Pres            | Reti            | Comp               | Pres               | Reti               | Comp        | Pres        | Reti        | Pres   | Reti   |        |
| --------------- | --------------- | --------------- | ---------- | ---------- | --------------- | --------------- | --------------- | ------------------ | ------------------ | ------------------ | ----------- | ----------- | ----------- | ------ | ------ | ------ |
| 2020            | Envigado        | A               | 3          | 0          | CC              | 0               | 0               |                    | -                  | -                  |             | -           | -           | 3      | 0      |        |
| 2021            | Envigado        | A               | 21         | 0          | CC              | 2               | 0               |                    | -                  | -                  |             | -           | -           | 23     | 0      |        |
| 2022            | Envigado        | A               | 32         | 0          | CC              | 1               | 0               |                    | -                  | -                  |             | -           | -           | 33     | 0      |        |
| 2023            | Envigado        | A               | 35         | 2          | CC              | 1               | 0               |                    | -                  | -                  |             | -           | -           | 36     | 2      |        |
| 2024            | Envigado        | A               | 2          | 0          | CC              | 0               | 0               |                    | -                  | -                  |             | -           | -           | 2      | 0      |        |
| 2024            | Atl. Goianiense | PD/GO+A         | 2+0        | 0          | CB              | 0               | 0               |                    | -                  | -                  |             | -           | -           | 2      | 0      |        |
| Totale carriera | Totale carriera | Totale carriera | 95         | 2          |                 | 4               | 0               |                    | -                  | -                  |             | -           | -           | 99     | 2      |        |

## Palmarès
- Campionato Goiano: 1

Atlético Goianiense: 2024